# ワタゲハナグルマ
ワタゲハナグルマ（綿毛花車、学名：Arctotheca calendula）は、キク科の越年草もしくは多年草の一種。

## 分布
南アフリカを原産地とする。
北アメリカ、オーストラリア、日本（三重県・兵庫県）に帰化している。

## 特徴
葉はロゼット状で、4 - 5対ほどに深裂する。直径3-6 cmの大きな黄色い花をつける。舌状花の裏面は紫色となる。
自家不和合性で、日本では種子を形成せず、栄養繁殖で増えている。